# لوغان شيفر
لوغان شيفر (بالإنجليزية: Logan Schafer)‏ هو لاعب كرة قاعدة أمريكي، ولد في 8 سبتمبر 1986 في سان خوسيه في الولايات المتحدة.

## وصلات خارجية
- لوغان شيفر على موقع دوري كرة القاعدة الرئيسي (الإنجليزية)
- لوغان شيفر على موقعبيزبول رفرنس.كوم (الدوري الرئيسي) (الإنجليزية)
- لوغان شيفر على موقعبيزبول رفرنس.كوم (الدوري الثانوي) (الإنجليزية)
- لوغان شيفر على موقع إي إس بي إن.كوم (أم.أل.بي) (الإنجليزية)
- لوغان شيفر على موقع مشجعي الرسوم البيانية (الإنجليزية)